# Indianapolis 500 1979
Indianapolis 500 1979 – 63. edycja wyścigu rozegranego na torze Indianapolis Motor Speedway odbyła się 27 maja 1979 roku w ramach serii CART oraz USAC. Udział w nim wzięło 35 kierowców z 3 krajów.
W związku z tym że w 1979 roku Indianapolis 500 było rundą zarówno serii USAC jak i CART, została zorganizowana dodatkowa sesja kwalifikacyjna po której do regulaminowych 33 startujących dodano jeszcze dwóch zawodników.

## Ustawienie na starcie
| Linia | Wewnątrz | Wewnątrz          | Na środku | Na środku             | Na zewnątrz | Na zewnątrz     |
| ----- | -------- | ----------------- | --------- | --------------------- | ----------- | --------------- |
| 1     | 9        | Rick Mears        | 1         | Tom Sneva             | 2           | Al Unser (W)    |
| 2     | 12       | Bobby Unser (W)   | 3         | Gordon Johncock (W)   | 14          | A.J. Foyt (W)   |
| 3     | 6        | Wally Dallenbach  | 4         | Johnny Rutherford (W) | 15          | Johnny Parsons  |
| 4     | 24       | Sheldon Kinser    | 89        | Lee Kunzman           | 36          | Mike Mosley     |
| 5     | 46       | Howdy Holmes (R)  | 45        | Janet Guthrie         | 11          | Tom Bagley      |
| 6     | 77       | Salt Walther      | 10        | Pancho Carter         | 29          | Cliff Hucul     |
| 7     | 23       | Jim McElreath     | 17        | Dick Simon            | 73          | Jerry Sneva     |
| 8     | 34       | Vern Schuppan     | 31        | Larry Rice            | 80          | Larry Dickson   |
| 9     | 72       | Roger McCluskey   | 7         | Joe Saldana           | 25          | Danny Ongais    |
| 10    | 7        | Steve Krisiloff   | 97        | Phil Threshie         | 44          | Tom Bigelow     |
| 11    | 19       | Spike Gehlhausen  | 92        | John Mahler           | 50          | Eldon Rasmussen |
| 12    | 22       | Bill Vukovich Jr. | 59        | George Snider         |             |                 |

- (W) = wygrał w przeszłości Indianapolis 500
- (R) = pierwszy start w Indianapolis 500

Nie zakwalifikowali się:

#19, #41, #68  Bill Alsup

#44, #98  Gary Bettenhausen

#23, #26  Tony Bettenhausen Jr.

#73  Neil Bonnett

Earle Canavan

#95  Larry Cannon

#30 Dana Carter

#83  Billy Engelhart

#81  Dick Ferguson

#62 Ed Finley

#52 Woody Fisher

#16  Tom Frantz

#75  Todd Gibson

#19  Bob Harkey

#51  Hurley Haywood

#56  Jim Hurtubise

#38  Jerry Karl

#39  Al Loquasto

#20  John Martin

#93  Larry McCoy

#97  Jerry Miller

 Jan Opperman

#35  Bill Puterbaugh

#66  Roger Rager

#28  Billy Scott

#50  Frank Weiss

## Wyścig
| P | Start                                     | Nr                                        | Kierowca                                  | N                                         | S                                         | Okrążeń                                   | NP                                        | Czas/Powód wycofania                | Zespół                              | Punkty                              |
| --- | ----------------------------------------- | ----------------------------------------- | ----------------------------------------- | ----------------------------------------- | ----------------------------------------- | ----------------------------------------- | ----------------------------------------- | ----------------------------------- | ----------------------------------- | ----------------------------------- |
| 1 | 1                                         | 9                                         | Rick Mears                                | P                                         | C                                         | 200                                       | 25                                        | 3:08:47.970                         | Penske Racing                       | 1000                                |
| 2 | 6                                         | 14                                        | A.J. Foyt                                 | Pa                                        | C                                         | 200                                       | 1                                         | +45.690                             | A.J. Foyt Enterprises               | 800                                 |
| 3 | 12                                        | 36                                        | Mike Mosley                               | E                                         | C                                         | 200                                       | 0                                         | +48.030                             | All American Racers                 | 700                                 |
| 4 | 27                                        | 25                                        | Danny Ongais                              | Pa                                        | C                                         | 199                                       | 0                                         | +1 okrążenie                        | Interscope Racing                   | 600                                 |
| 5 | 4                                         | 12                                        | Bobby Unser                               | P                                         | C                                         | 199                                       | 89                                        | +1 okrążenie                        | Penske Racing                       | 500                                 |
| 6 | 5                                         | 3                                         | Gordon Johncock                           | P                                         | C                                         | 197                                       | 0                                         | +3 okrążenia                        | Patrick Racing                      | 400                                 |
| 7 | 13                                        | 46                                        | Howdy Holmes (R)                          | Wi                                        | O                                         | 195                                       | 0                                         | +5 okrążeń                          | AMI Racing                          | 300                                 |
| 8 | 34                                        | 22                                        | Bill Vukovich Jr                          | Wa                                        | O                                         | 194                                       | 0                                         | +6 okrążeń                          | Leader Cards Racing                 | 250                                 |
| 9 | 15                                        | 11                                        | Tom Bagley                                | P                                         | C                                         | 193                                       | 0                                         | +7 okrążeń                          | Longhorn                            | 200                                 |
| 10 | 31                                        | 19                                        | Spike Gehlhausen                          | Wi                                        | C                                         | 192                                       | 0                                         | +8 okrążeń                          | A.J. Foyt Enterprises               | 150                                 |
| 11 | 28                                        | 7                                         | Steve Krisiloff                           | Li                                        | C                                         | 192                                       | 0                                         | +8 okrążeń                          | Fletcher                            | 100                                 |
| 12 | 16                                        | 77                                        | Salt Walther                              | P                                         | C                                         | 191                                       | 0                                         | +9 okrążeń                          | Dayton-Walther                      | 50                                  |
| 13 | 25                                        | 72                                        | Roger McCluskey                           | M                                         | C                                         | 191                                       | 0                                         | +9 okrążeń                          | Hodgdon Racing                      | 25                                  |
| 14 | 30                                        | 44                                        | Tom Bigelow                               | L                                         | C                                         | 190                                       | 0                                         | +10 okrążeń                         | AMI Racing                          | 25                                  |
| 15 | 2                                         | 1                                         | Tom Sneva                                 | M                                         | C                                         | 188                                       | 0                                         | Wypadek                             | O'Connell                           | 25                                  |
| 16 | 26                                        | 69                                        | Joe Saldana                               | E                                         | C                                         | 186                                       | 0                                         | +14 okrążeń                         | Hoffman Auto Racing                 | 25                                  |
| 17 | 29                                        | 97                                        | Phil Threshie                             | K                                         | Ch                                        | 172                                       | 0                                         | +28 okrążeń                         |                                     | 20                                  |
| 18 | 8                                         | 4                                         | Johnny Rutherford                         | M                                         | Ch                                        | 168                                       | 0                                         | +32 okrążenia                       | McLaren                             | 20                                  |
| 19 | 23                                        | 31                                        | Larry Rice                                | Li                                        | O                                         | 142                                       | 0                                         | Wypadek                             | Schultz                             | 20                                  |
| 20 | 17                                        | 10                                        | Pancho Carter                             | Li                                        | C                                         | 129                                       | 0                                         | Luz w łożysku koła                  | Alex Morales Autosports             | 20                                  |
| 21 | 22                                        | 34                                        | Vern Schuppan                             | Wi                                        | D                                         | 111                                       | 0                                         | Awaria ukł. przeniesienia napędu    | Wysard                              | 15                                  |
| 22 | 3                                         | 2                                         | Al Unser                                  | C                                         | C                                         | 104                                       | 85                                        | Awaria ukł. przeniesienia napędu    | Chaparral Racing                    | 15                                  |
| 23 | 33                                        | 50                                        | Eldon Rasmussen                           | A                                         | O                                         | 89                                        | 0                                         | Awaria głowicy                      |                                     | 15                                  |
| 24 | 24                                        | 80                                        | Larry Dickson                             | P                                         | C                                         | 86                                        | 0                                         | Awaria pompy paliwa                 |                                     | 15                                  |
| 25 | 32                                        | 92                                        | John Mahler                               | E                                         | O                                         | 66                                        | 0                                         | Awaria pompy paliwa                 |                                     | 10                                  |
| 26 | 20                                        | 17                                        | Dick Simon                                | V                                         | O                                         | 57                                        | 0                                         | Awaria sprzęgła                     |                                     | 10                                  |
| 27 | 7                                         | 6                                         | Wally Dalenbach                           | P                                         | C                                         | 43                                        | 0                                         | Odpadnięcie koła                    | Patrick Racing                      | 10                                  |
| 28 | 10                                        | 24                                        | Sheldon Kinser                            | Wa                                        | O                                         | 40                                        | 0                                         | Awaria tłoków cylindra w silniku    | Gohr                                | 10                                  |
| 29 | 18                                        | 29                                        | Cliff Hucul                               | M                                         | O                                         | 22                                        | 0                                         | Awaria korbowodu                    | Hucul Racing                        | 5                                   |
| 30 | 11                                        | 89                                        | Lee Kunzman                               | Pa                                        | C                                         | 18                                        | 0                                         | Awaria pompy                        |                                     | 5                                   |
| 31 | 21                                        | 73                                        | Jerry Sneva                               | S                                         | A                                         | 16                                        | 0                                         | Awaria tłoków cylindra w silniku    | Hodgdon Racing                      | 5                                   |
| 32 | 9                                         | 15                                        | Johnny Parsons                            | Li                                        | D                                         | 16                                        | 0                                         | Awaria tłoków cylindra w silniku    | Lindsey Hopkins                     | 5                                   |
| 33 | 35                                        | 59                                        | George Snider                             | Li                                        | O                                         | 7                                         | 0                                         | Awaria pompy paliwa                 | Hoffman Auto Racing                 | 5                                   |
| 34 | 14                                        | 45                                        | Janet Guthrie                             | L                                         | C                                         | 3                                         | 0                                         | Awaria tłoków cylindra w silniku    | Garza Racing                        | 5                                   |
| 35 | 19                                        | 23                                        | Jim McElreath                             | P                                         | C                                         | 0                                         | 0                                         | Awaria zaworów                      | Shirley McElreath                   | 5                                   |
| P | Start                                     | Nr                                        | Kierowca                                  | N                                         | S                                         | Okrążeń                                   | NP                                        | Czas/Powód wycofania                | Zespół                              | Punkty                              |
| Zmiany na prowadzeniu: 8 pomiędzy 4 kierowcami                                                                                                  |                                           |                                           |                                           |                                           |                                           |                                           |                                           |                                     |                                     |                                     |
| Neutralizacje: 6 (32 okrążenia) |                                           |                                           |                                           |                                           |                                           |                                           |                                           |                                     |                                     |                                     |
| *N Nadwozia: A=Antares, C=Chaparral, E=Eagle, K=King, Li=Lightning, L=Lola, Pa=Parnelli, P=Penske, S=Spirit, V=Vollstedt, Wa=Watson, Wi=Wildcat |                                           |                                           |                                           |                                           |                                           |                                           |                                           |                                     |                                     |                                     |
| *S Silnik: A=AMC, C=Cosworth, Ch=Chevrolet, D=DGS, O=Offenhauser                                                                                |                                           |                                           |                                           |                                           |                                           |                                           |                                           |                                     |                                     |                                     |
| Wszystkie samochody używały opon Goodyear | Wszystkie samochody używały opon Goodyear | Wszystkie samochody używały opon Goodyear | Wszystkie samochody używały opon Goodyear | Wszystkie samochody używały opon Goodyear | Wszystkie samochody używały opon Goodyear | Wszystkie samochody używały opon Goodyear | Wszystkie samochody używały opon Goodyear | *NP – liczba okrążeń na prowadzeniu | *NP – liczba okrążeń na prowadzeniu | *NP – liczba okrążeń na prowadzeniu |